# Victor Brooks (Leichtathlet)
Victor Brooks (* 24. Mai 1941) ist ein ehemaliger jamaikanischer Weit- und Dreispringer.
1962 belegte er im Weitsprung der British Empire and Commonwealth Games in Perth den 13. Platz. Vier Jahre später wurde er bei den British Empire and Commonwealth Games 1966 in Kingston Fünfter im Weitsprung und Achter im Dreisprung.
Im Weitsprung kam er bei den Olympischen Spielen 1968 in Mexiko-Stadt auf den 15. Platz, wobei er in der Qualifikation mit 7,72 m seine persönliche Bestleistung aufstellte. In derselben Disziplin gewann er bei den Zentralamerika- und Karibikmeisterschaften 1969 Bronze.